# Melicharoptera rostrata
Melicharoptera rostrata är en insektsart som först beskrevs av Melichar 1912.  Melicharoptera rostrata ingår i släktet Melicharoptera och familjen Dictyopharidae. Inga underarter finns listade i Catalogue of Life.